# Tulelake
Tulelake est une municipalité américaine du Comté de Siskiyou, en Californie. Au recensement de 2010, Tulelake comptait 2 020 habitants.

## Démographie
| 1940 | 1950  | 1960 | 1970 | 1980 | 1990  |
| ---- | ----- | ---- | ---- | ---- | ----- |
| 785  | 1 028 | 950  | 857  | 783  | 1 010 |

| 2000  | 2010  | - | - | - | - |
| ----- | ----- | - | - | - | - |
| 1 020 | 1 010 | - | - | - | - |